# Sukorady (district de Mladá Boleslav)
Pour les articles homonymes, voir Sukorady.
 Sukorady (en allemand : Sukorad) est une commune du district de Mladá Boleslav, dans la région de Bohême-Centrale, en République tchèque. Sa population s'élevait à 365 habitants en 2020.

## Géographie
Sukorady se trouve à 9 km à l'est-nord-est de Mladá Boleslav et à 57 km au nord-est de Prague.
La commune est limitée par Obrubce au nord et à l'est, par Dlouhá Lhota à l'est, par Březno au sud, et par Židněves et Husí Lhota à l'ouest.

## Histoire
La première mention écrite de la localité date de 1420.

## Galerie

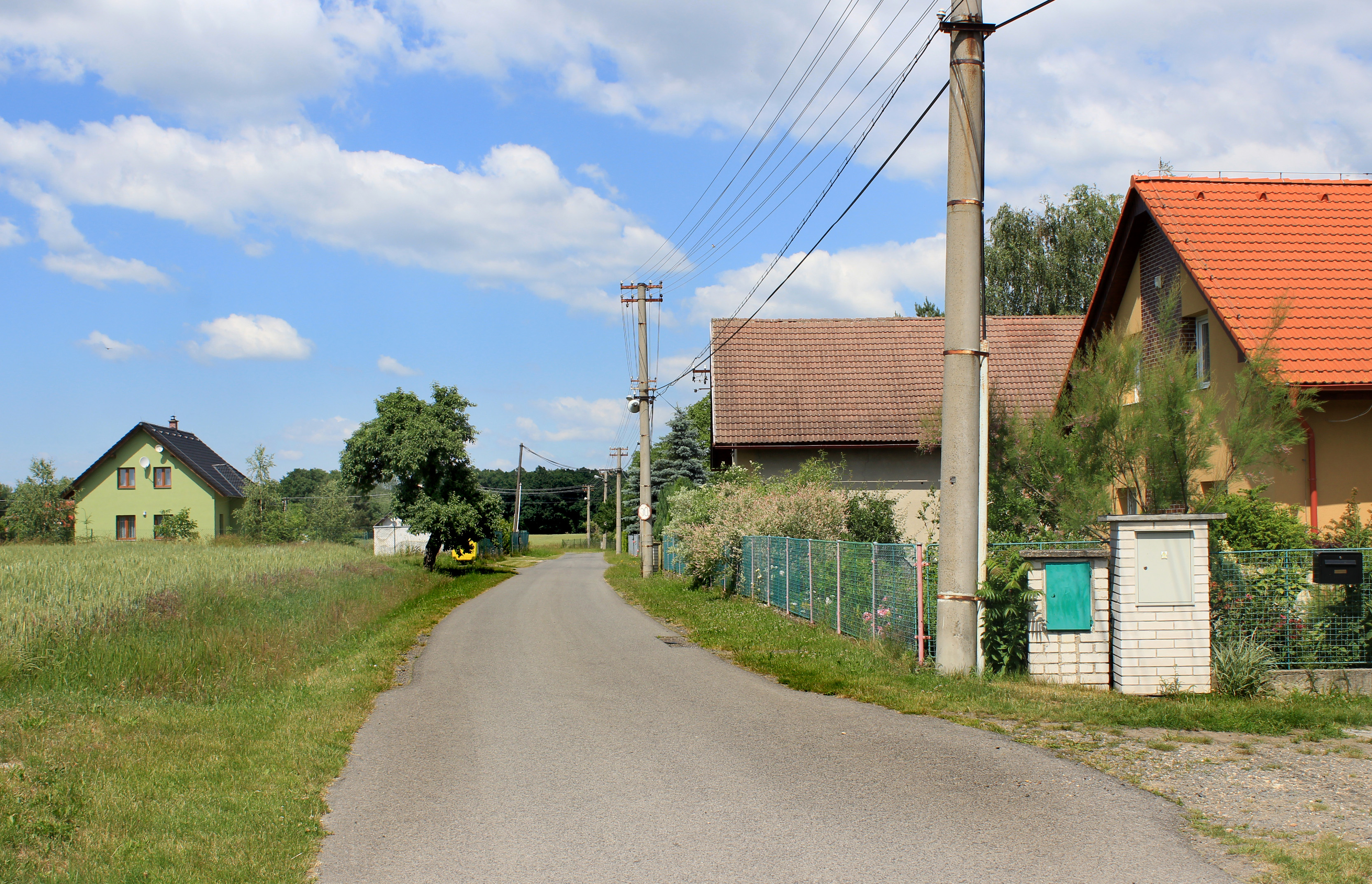
Martinovice : partie nord.
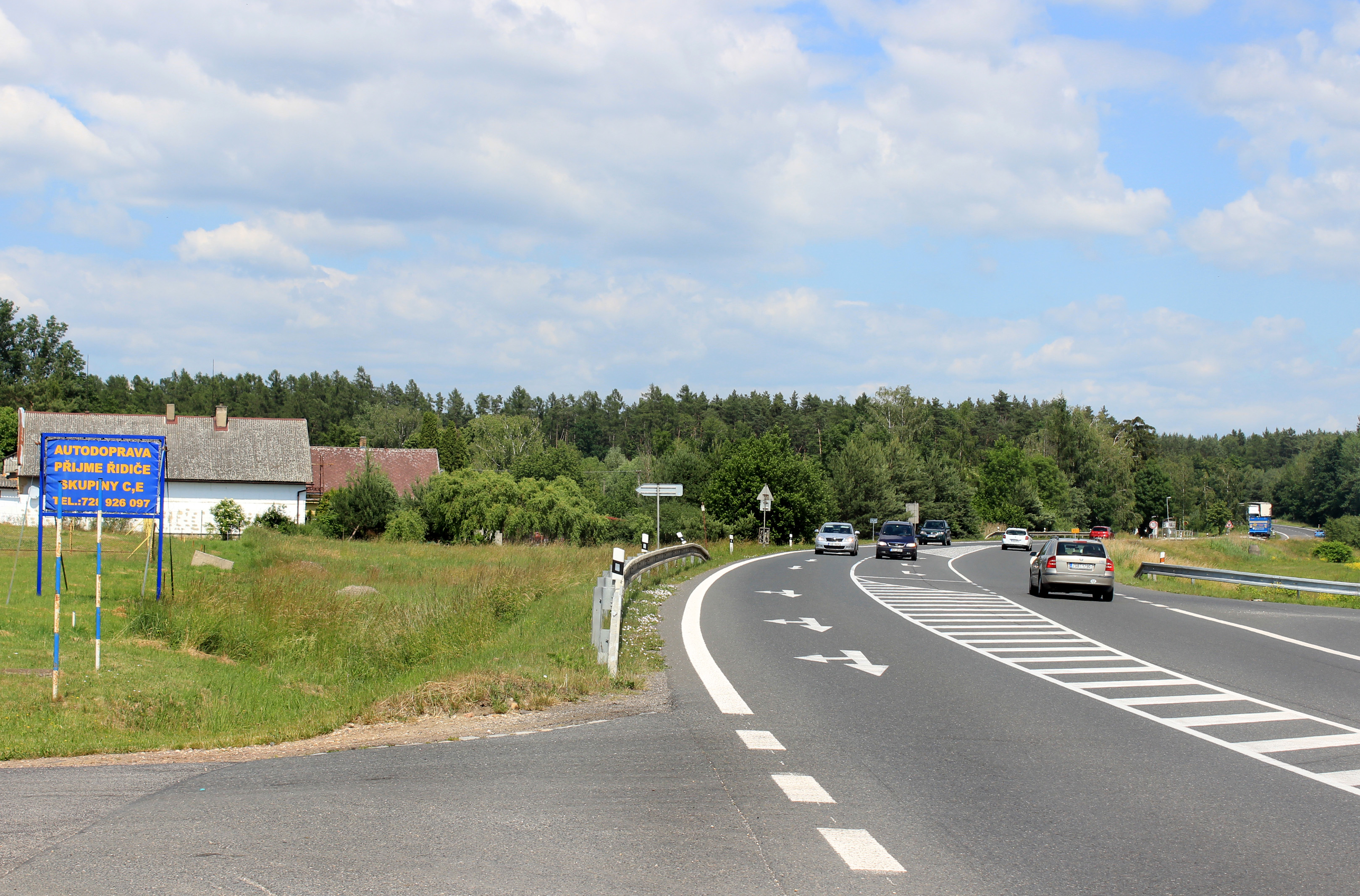
Martinovice : route no 16.

## Administration
La commune se compose de deux quartiers :
- Martinovice
- Sukorady

## Transports
Par la route, Sukorady se trouve à 10 km de Mladá Boleslav et à 66 km du centre de Prague.